# Aderus maculipennis
Aderus maculipennis é uma espécie de inseto besouro da família Aderidae. Foi descrita cientificamente por Maurice Pic em 1898.

## Distribuição geográfica
Habita na Guiné.